# Districtul Miliana
Miliana este un district din provincia Aïn Defla, Algeria.